# Route de l'art roman

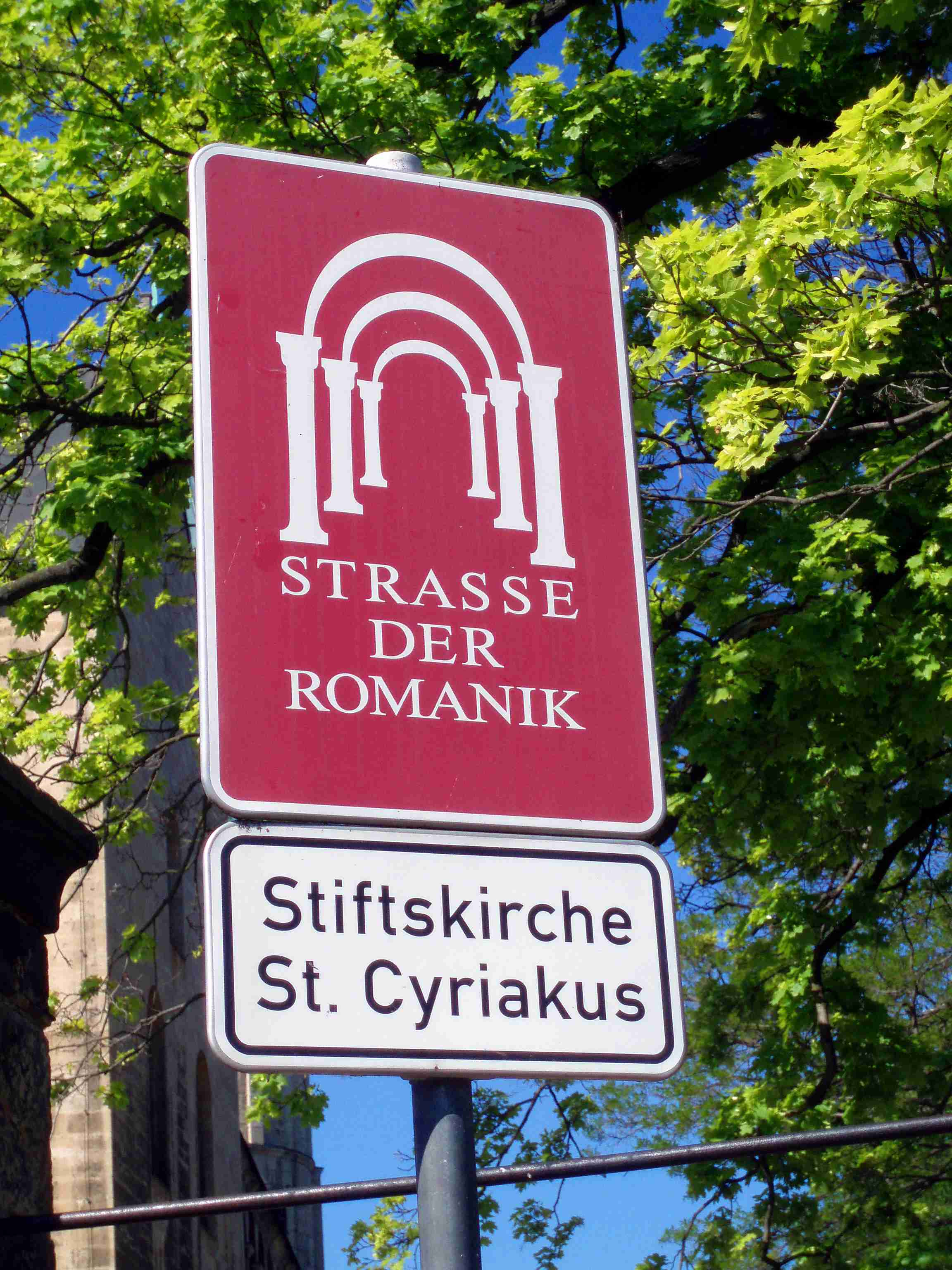
Panneau signalant le passage de la route de l'art roman à Gernrode

La route de l'art roman est une une route touristique et culturelle traversant le land de Saxe-Anhalt en Allemagne. La Route de l'art roman fait partie de la plus vaste Transromanica, qui comprend des étapes en Allemagne (Saxe-Anhalt et Thuringe ), en France, en Italie, en Autriche, au Portugal, en Serbie, en Slovaquie, et en Espagne. En 2006, la Transromanica a été nommée Itinéraire Culturel Européen par le Conseil de l'Europe.

## Histoire
L'idée de créer la route de l'art roman est née en 1991 et a été mise en œuvre en 1993. La raison en était le grand nombre de bâtiments de style roman datant du Moyen Âge en Saxe-Anhalt. Selon les initiateurs, un million de personnes fréquentent chaque année les installations de la voie romane.

## Parcours

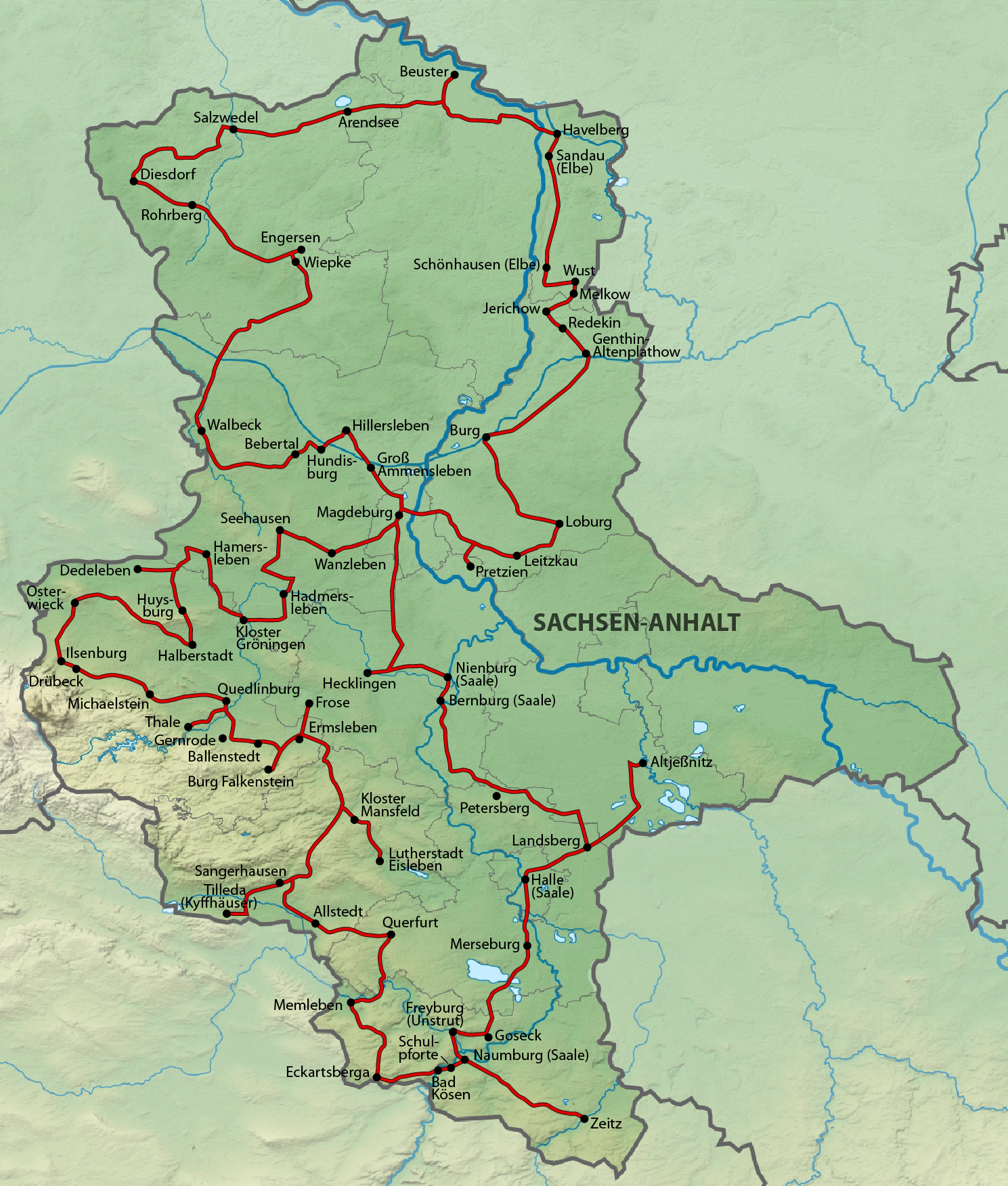
Parcours de la Route de l'art roman

La route de l'art roman a la forme d'un huit, avec la capitale du land Magdebourg en son centre. Elle passe par les cathédrales, châteaux, monastères et églises construits entre le Xe siècle et le milieu du XIIIe siècle. La longueur totale du parcours est d'environ 1200 kilomètres. 88 monuments représentatifs de l'art roman y sont répartis sur 65 localités différentes.

### Route du nord
| Localité         | Édifice roman concerné                                                                           | Image d'illustration |
| ---------------- | ------------------------------------------------------------------------------------------------ | -------------------- |
| Magdebourg       | Façade orientale de la cathédrale Saint-Maurice-et-Sainte-Catherine de Magdebourg (XIIIe siècle) |                      |
| Magdebourg       | Abbaye Notre-Dame de Magdebourg (XIe siècle)                                                     |                      |
| Magdebourg       | Église Saint-Pierre de Magdebourg (1150)                                                         |                      |
| Magdebourg       | Église Saint-Sebastian (XIe siècle)                                                              |                      |
| Groß Ammensleben | Abbaye d'Ammensleben (1129)                                                                      |                      |
| Hillersleben     | Abbaye de Hillersleben (Xe siècle)                                                               |                      |
| Hundisburg       | Ruine de Nordhusen (XIIe siècle)                                                                 |                      |
| Bebertal         | Chapelle du cimetière de Bebertal (Xe siècle)                                                    |                      |
| Walbeck          | Ruine de l'église Sainte-Marie (Xe siècle)                                                       |                      |
| Walbeck          | Sarcophage du comte Lothaire II (Xe siècle.) dans l'église du village                            |                      |
| Wiepke           | Église (XIIe siècle)                                                                             |                      |
| Engersen         | Église (XIIIe siècle)                                                                            |                      |
| Rohrberg         | Église (XIIe siècle)                                                                             |                      |
| Diesdorf         | Église du cloître des Augustins (1161)                                                           |                      |
| Salzwedel        | Église Saint-Laurent (XIIIe siècle)                                                              |                      |
| Arendsee         | Couvent bénédictin (1184)                                                                        |                      |
| Beuster          | Église St. Nicolas (XIIe siècle)                                                                 |                      |
| Seehausen        | Église St. Pierre (Portail en brique de 1220)                                                    |                      |
| Havelberg        | Cathédrale St. Martin (1150)                                                                     |                      |
| Sandau           | Église St. Laurent et St. Nicolas (1200)                                                         |                      |
| Schönhausen      | Église Sainte-Marie (1212)                                                                       |                      |
| Wust             | Église (XIIe siècle)                                                                             |                      |
| Melkow           | Église (XIIe siècle)                                                                             |                      |
| Jerichow         | Abbaye prémontréenne (XIIe siècle)                                                               |                      |
| Jerichow         | Église (XIIIe siècle)                                                                            |                      |
| Redekin          | Église (XIIe siècle)                                                                             |                      |
| Altenplathow     | Sarcophage orné de l'église du village (1170)                                                    |                      |
| Bourg            | Église Notre-Dame (XIIIe siècle)                                                                 |                      |
| Bourg            | Église Saint-Nicolas (1196)                                                                      |                      |
| Lobourg          | Ruines de l'église Notre-Dame (1190)                                                             |                      |
| Leitzkau         | Église St. Pierre (XIIe siècle)                                                                  |                      |
| Leitzkau         | Église et couvent Sainte-Marie (Weihe 1155)                                                      |                      |
| Pretzien         | Église St. Thomas (1140)                                                                         |                      |

### Route du sud
| Localité             | Édifice roman concerné                                             | Image d'illustration |
| -------------------- | ------------------------------------------------------------------ | -------------------- |
| Wanzleben            | Château de Wanzleben (896)                                         |                      |
| Seehausen            | Église St. Paul (XIIe siècle)                                      |                      |
| Hadmersleben         | Cloître bénédictin Saints Pierre et Paul (Xe – XIIe siècles)       |                      |
| Gröningen            | Abbaye de Gröningen (Xe siècle)                                    |                      |
| Hamersleben          | Église Saint-Pancrace (vers 1110)                                  |                      |
| Dedeleben            | Château Westerburg                                                 |                      |
| Huysburg             | Cloître de Huysburg, prieuré bénédictin Sainte-Marie (1121)        |                      |
| Halberstadt          | Cathédrale de Halberstadt                                          |                      |
| Halberstadt          | Église Notre-Dame (Liebfrauenkirche) (XIe siècle)                  |                      |
| Osterwieck           | Église Saint-Étienne                                               |                      |
| Ilsenburg            | Abbaye d'Ilsenburg (XIe siècle)                                    |                      |
| Drübeck              | Abbaye de Drübeck (XIe – XIIe siècles)                             |                      |
| Wernigerode          | Église Saint-Jean                                                  |                      |
| Blankenburg          | Abbaye de Michaelstein (XIIe siècle)                               |                      |
| Quedlinbourg         | Collégiale Saint-Servais de Quedlinbourg                           |                      |
| Quedlinbourg         | Basilique Saint-Wigbert (de) (vers 950)                            |                      |
| Quedlinbourg         | Église Sainte-Marie                                                |                      |
| Thale                | Couvent des chanoines de Wendhusen (825)                           |                      |
| Gernrode             | Église Saint-Cyriaque de Gernrode (Xe siècle)                      |                      |
| Ballenstedt          | Monastère bénédictin de Saint-Pancrace et Abandus                  |                      |
| Falkenstein          | Château de Falkenstein (Harz) (1120)                               |                      |
| Ermsleben            | Konradsburg (XIe siècle)                                           |                      |
| Frose                | Collégiale Saint-Cyriaque (vers 1170)                              |                      |
| Klostermansfeld      | Église monastique bénédictine de l'Assomption de Marie (vers 1140) |                      |
| Lutherstadt Eisleben | Couvent cistercien de Sainte-Marie à Helfta (XIIIe siècle)         |                      |
| Sangerhausen         | Église paroissiale protestante Saint-Ulrich (vers 1100)            |                      |
| Tilleda (Kyffhäuser) | Palais royal (Xe siècle)                                           |                      |
| Allstedt             | Château fort et château d'Allstedt                                 |                      |
| Querfurt             | Château de Querfurt (Xe – XIe siècles)                             |                      |
| Mücheln              | Église Saint-Michel                                                |                      |
| Memleben             | Ruines du monastère bénédictin Sainte-Marie                        |                      |
| Bad Bibra            | Église Sainte-Marguerite de Steinbach                              |                      |
| Eckartsberga         | Château d'Eckartsburg (vers 1190)                                  |                      |
| Bad Kösen            | Maison romane (vers 1040)                                          |                      |
| Bad Kösen            | Château de Saaleck et Rudelsburg                                   |                      |
| Schulpforte          | Abbaye de Pforta                                                   |                      |
| Naumbourg            | Cathédrale de Naumbourg (crypte du XIIe siècle)                    |                      |
| Naumbourg            | Curie d'Égide (XIIIe siècle)                                       |                      |
| Naumbourg            | Sainte-Lucie en Flamain                                            |                      |
| Freyburg             | Château de Neuenburg (vers 1090)                                   |                      |
| Freyburg             | Église Ste. Marie (XIIIe siècle)                                   |                      |
| Freyburg             | Église Zscheiplitz                                                 |                      |
| Goseck               | Château de Goseck (Cloître, chœur et crypte du XIe siècle)         |                      |
| Schœnbourg           | Château de Schönburg                                               |                      |
| Zeitz                | Cathédrale Saints Pierre-et-Paul (XIe siècle)                      |                      |
| Mersebourg           | Cathédrale de Mersebourg (1015–1021)                               |                      |
| Mersebourg           | Église au nouveau marché St. Thomas Cantuariensis (XIIe siècle)    |                      |
| Halle                | Château de Giebichenstein (Xe siècle)                              |                      |
| Halle                | Église de Böllberg (XIIe siècle)                                   |                      |
| Landsberg            | Double-chappelle Sainte-Croix                                      |                      |
| Petersberg           | Église collégiale (XIe siècle)                                     |                      |
| Altjeßnitz           | Église (vers 1200)                                                 |                      |
| Bernbourg            | Église Saint-Étienne dans le quartier de Waldau (XIIe siècle)      |                      |
| Bernbourg            | Donjon du château de Bernbourg (XIIe siècle)                       |                      |
| Nienbourg            | Abbaye de Nienbourg                                                |                      |
| Hecklingen           | Abbaye de Hecklingen (vers 1150)                                   |                      |

## Littérature
- Elena Matheis : Route romane. Un voyage au Moyen Age. Grebennikov, Berlin 2013,  (ISBN 978-3-941784-32-1) .
- Christian Antz : Route romane. Ellert & Richter, Hambourg 2018,  (ISBN 978-3-8319-0722-9) .